# Фарвания
Фарвания (араб. الفروانية‎) — губернаторство (мухафаза) в Кувейте.
- Административный центр — Эль-Фарвания[1].
- Площадь — 190 км², население — 935 900 человека (2010 год).

## География
На севере граничит с губернаторством Асама, на востоке с губернаторствами Хавалли, Мубарак-эль-Кабир, на юге с губернаторством Ахмади, на западе с губернаторством Эль-Джахра. Единственное губернаторство, которая граничит со всеми губернаторствами страны и не имеет границ с другими государствами.

## Население
Фарвания — самая густонаселённое губернаторство после губернаторства Хавалли, главная жилая область Кувейта. 

## Административное деление
В состав губернаторства входят 16 районов:
- Кхитен
- Abdullah Al Mubarak Area
- Ardiyah
- Ash Shadadiyah
- Farwaniyah
- Firdous
- Granada
- Джалиб-эш-Шуюх
- Kuwait International Airport Area
- 'Omariyah (contains Kuwait zoo)
- Qalib ash Shuyukh
- Rabiah
- Riggae
- Rahab
- South Khaitan
- Suhayed Al Awazim

## Экономика
Является важной частью коммерческого мира Кувейта.